# بلدة كولبي (ويسكونسن)
كولبي (بالإنجليزية: Colby (town), Wisconsin)‏ هي بلدة تقع في مقاطعة كلارك بولاية ويسكونسن في الولايات المتحدة. تبلغ مساحتها 87.5 (كم²)، وترتفع عن سطح البحر م، بلغ عدد سكانها 908 نسمة في عام 2000 حسب إحصاء مكتب تعداد الولايات المتحدة .

## التركيبة السكانية
حدّد مكتب تعداد الولايات المتحدة بيانات التركيبة السكانية لبلدة كولبي في تعداد الولايات المتحدة. في ما يلي، التركيبة السكانية حسب تعدادي 2000 و2010.

### تعداد عام 2000
بلغ عدد سكان بلدة كولبي 1,616 نسمة بحسب تعداد عام 2000، وبلغ عدد الأسر 623 أسرة وعدد العائلات 423 عائلة مقيمة في المدينة. في حين سجلت الكثافة السكانية 379.3 نسمة لكل كيلومتر مربع (982.4/ميل2). وبلغ عدد الوحدات السكنية 645 وحدة بمتوسط كثافة قدره 151.4 لكل كيلومتر مربع (392.1/ميل2).
وتوزع التركيب العرقي للمدينة بنسبة 96.53% من البيض و0.19% من الأمريكيين الأفارقة و0.37% من الأمريكيين الأصليين و0.43% من الأمريكيين ذوي الأصول الآسيوية و1.73% من الأعراق الأخرى و0.74% من عرقين مختلطين أو أكثر و3.84% من الهسبانيون أو اللاتينيون من أي عرق.
بلغ عدد الأسر 623 أسرة كانت نسبة 34.8% منها لديها أطفال تحت سن الثامنة عشر تعيش معهم، وبلغت نسبة الأزواج القاطنين مع بعضهم البعض 55.9% من أصل المجموع الكلي للأسر، ونسبة 8% من الأسر كان لديها معيلات من الإناث دون وجود شريك، بينما كانت نسبة 4% من الأسر لديها معيلون من الذكور دون وجود شريكة وكانت نسبة 32.1% من غير العائلات. تألفت نسبة 28.4% من أصل جميع الأسر من عدة أفراد يعيشون في نفس المنزل ونسبة 19.1% كانت تتألف من شخص يعيش بمفرده يبلغ من العمر 65 عاماً أو أكثر. وبلغ متوسط حجم الأسرة المعيشية 2.43، أما متوسط حجم العائلات فبلغ 2.96.
بلغ العمر الوسطي للسكان 40.0 عاماً. وكانت نسبة 24.7% من القاطنين تحت سن الثامنة عشر، وكانت نسبة 6.7% بين الثامنة عشر والرابعة والعشرين عاماً، ونسبة 25.4% كانت واقعةً في الفئة العمرية ما بين الخامسة والعشرين والرابعة والأربعين عاماً، ونسبة 18.2% كانت ما بين الخامسة والأربعين والرابعة والستين، ونسبة 18.5% كانت ضمن فئة الخامسة والستين عاماً فما فوق. يوجد لكل 100 أنثى 91.3 ذكر، ويوجد لكل 100 أنثى في الثامنة عشر من عمرها فما فوق 87.8 ذكر.
بلغ متوسط دخل الأسرة في المدينة 34,318 دولارًا، أما متوسط دخل العائلة فبلغ 41,685 دولارًا. وكان متوسط دخل الذكور 30,530 دولارًا مقابل 21,806 دولارًا للإناث. وسجل دخل الفرد الخاص بالمدينة 16,137 دولارًا. وكانت نسبة 3.7% من العائلات ونسبة 7% من السكان تحت خط الفقر، وكان من هؤلاء نسبة 7.5% تحت سن الثامنة عشر ونسبة 16.2% في الخامسة والستين من العمر وما فوق.

### تعداد عام 2010
بلغ عدد سكان بلدة كولبي 1,852 نسمة بحسب تعداد عام 2010، وبلغ عدد الأسر 714 أسرة وعدد العائلات 474 عائلة مقيمة في المدينة. في حين سجلت الكثافة السكانية 434.7 نسمة لكل كيلومتر مربع (1,125.9/ميل2). وبلغ عدد الوحدات السكنية 757 وحدة بمتوسط كثافة قدره 177.7 لكل كيلومتر مربع (460.2/ميل2).
وتوزع التركيب العرقي للمدينة بنسبة 89.36% من البيض و0.59% من الأمريكيين الأفارقة و0.38% من الأمريكيين الأصليين و0.49% من الأمريكيين ذوي الأصول الآسيوية و0.05% من سكان جزر المحيط الهادئ و8.64% من الأعراق الأخرى و0.49% من عرقين مختلطين أو أكثر و11.93% من الهسبانيون أو اللاتينيون من أي عرق.
بلغ عدد الأسر 714 أسرة كانت نسبة 32.6% منها لديها أطفال تحت سن الثامنة عشر تعيش معهم، وبلغت نسبة الأزواج القاطنين مع بعضهم البعض 52.2% من أصل المجموع الكلي للأسر، ونسبة 9.2% من الأسر كان لديها معيلات من الإناث دون وجود شريك، بينما كانت نسبة 4.9% من الأسر لديها معيلون من الذكور دون وجود شريكة وكانت نسبة 33.6% من غير العائلات. تألفت نسبة 27.9% من أصل جميع الأسر من عدة أفراد يعيشون في نفس المنزل ونسبة 15.5% كانت تتألف من شخص يعيش بمفرده يبلغ من العمر 65 عاماً أو أكثر. وبلغ متوسط حجم الأسرة المعيشية 2.46، أما متوسط حجم العائلات فبلغ 2.99.
بلغ العمر الوسطي للسكان 36.9 عاماً. وكانت نسبة 25.1% من القاطنين تحت سن الثامنة عشر، وكانت نسبة 8.6% بين الثامنة عشر والرابعة والعشرين عاماً، ونسبة 24.6% كانت واقعةً في الفئة العمرية ما بين الخامسة والعشرين والرابعة والأربعين عاماً، ونسبة 21.7% كانت ما بين الخامسة والأربعين والرابعة والستين، ونسبة 20% كانت ضمن فئة الخامسة والستين عاماً فما فوق. وتوزع التركيب الجنسي للسكان بنسبة 48.1% ذكور و51.9% إناث.

## وصلات خارجية
- The US50 - Cities and Towns in Wisconsin State
- Wisconsin Cities and Towns, Facts, Map, Flag, Colleges, Government, and More